# Kalium-N,N-dimethylglycinat
Kalium-N,N-dimethylglycinat ist eine chemische Verbindung, die das Kaliumsalz des Dimethylglycins darstellt.

## Geschichte
Kalium-N,N-dimethylglycinat wurde 1935 von IG Farben für den Alkazid-Prozess (auch Sulfosolvanverfahren genannt; Gaswäsche) zur selektiven Entfernung von Schwefelwasserstoff (und Kohlendioxid) aus Kokerei- und Raffineriegasen patentiert. Nach dem Zweiten Weltkrieg wurde die Entwicklung von BASF übernommen und in 50 kommerziellen Anlagen zwischen 1950 und 1976 eingesetzt. Anschließend wurde es durch MDEA ersetzt.

## Eigenschaften
Kalium-N,N-dimethylglycinat ist ein Zwitterion. Die Verbindung ist anfällig für Vergiftung mit HCN.